# 労務調整令
労務調整令（ろうむちょうせいれい、旧字体：勞務調󠄁整令）は太平洋戦争開始当日の1941年（昭和16年）12月8日に公布された日本の勅令。翌1942年（昭和17年）1月10日から施行された。

## 概要
本勅令は青少年雇入制限令、従業員移動防止令を一本化し、内容を整備したものである。従来の法令下では、工場労働者は他工場への移動を禁止されていたものの、工場を退職して家業を含む他産業（農業、商業など）への転職が可能だったが、本勅令により自由な転職・退職は全て禁止された。また、雇用者による恣意的な解雇も制限された。
1945年（昭和20年）3月10日、国民勤労動員令（昭和20年勅令第94号）の公布により廃止された。